# 皆藤愛子
皆藤 愛子（かいとう あいこ、1984年1月25日 - ）は、セント・フォース所属のフリーアナウンサー、タレント。

## 経歴
栃木県真岡市生まれ、千葉県四街道市育ち。父は会社員、母は元銀行員の専業主婦。兄弟姉妹はおらず、一人っ子。幼少期からアナウンサーに憧れ、四街道市立四和小学校で放送委員会に所属した。中学受験を経て、渋谷教育学園幕張中学校・高等学校に進学。高校2年時にニュージーランドのタマテア・ハイスクールへ10か月留学した。高校卒業後、早稲田大学第一文学部に入学し、人文専修で異文化コミュニケーションを学び、第二外国語はロシア語を選択した。
2004年にアナウンスの勉強をしている際に知り合った友人の紹介でセント・フォースに所属する。2005年4月1日からフジテレビ系情報番組『めざましテレビ』の4代目お天気キャスターを務める。東京アナウンスセミナー出身で、2006年度（6期）生。
2007年3月、早稲田大学第一文学部卒業。芸能活動で多忙の為、1年留年しての卒業となった。7月5日にオリコンの「好きなお天気キャスター・気象予報士」ランキングで3回連続総合2位となる。女性では3回連続1位。2008年6月26日発表分では総合1位となる。女性/男性が選ぶ部門でそれぞれ1位。
2009年3月30日、『めざましテレビ』においてお天気キャスターから情報キャスター（エンタメ）に担当変更。12月4日、オリコンの「好きな女子アナ」ランキングで3位となる。オリコン「好きな女子アナ」「好きなお天気キャスター・気象予報士」の2つにランクインしたのは史上初であり、現在でも皆藤のみである。
2010年10月10日からラジオ番組『皆藤愛子 あいラジ』（ニッポン放送）で初のレギュラーパーソナリティを務める。
2011年4月2日、『めざましどようび』の総合司会(メインキャスター)を担当。これに伴い『めざましテレビ』の情報キャスター（エンタメ）も（月曜日-水曜日担当）に変更し兼任。
2013年2月11日（10日深夜）、NHKの生放送番組『双方向クイズ 天下統一』においてMCを務める。初のフジテレビ以外のテレビ局出演となった。その後は『永沢君』（TBS）、『ぐるぐるナインティナイン』（日本テレビ、2013年7月18日放送分ゲスト）と他系列局番組出演が解禁される。
2014年3月31日、『めざましアクア』のメインキャスター（月曜日-火曜日）を担当。9月29日、『めざましアクア』のメインキャスター（月曜日-水曜日）に担当変更。
2015年1月10日から『FOOT×BRAIN』のMCを務める。年3月25日、『めざましテレビ アクア』を降板し、10年間出演しためざましファミリーを卒業。4月4日、『週刊報道 Bizストリート』メインキャスターに就任し、2年間出演。
2017年2月、『ゴゴスマ -GO GO!Smile!-』の曜日別アシスタントに就任。
2018年4月1日、同じ事務所の伊藤綾子の引退による降板を受けて、『YKK AP presents 皆藤愛子の窓café 〜窓辺でcafé time〜』のパーソナリティを務める。
2020年1月11日より高見侑里の後を受けて競馬中継番組『BSイレブン競馬中継 SATURDAY』（BS11）の司会者として登板する。
2021年5月14日、突発性難聴と診断された事を公表、治療と療養に専念していたが、順調に回復、同年7月18日より、TOKYO FM『窓cafe』でラジオから仕事を再開、同年9月11日より『BSイレブン競馬中継』（BS11）に復帰、テレビの仕事も再開した。

## 人物
一人っ子で父親からは特に可愛がられており、クリスマスプレゼントを3つ貰っていた。渋谷教育学園幕張中学校・高等学校を卒業し、「THE名門校」などのテレビ番組にも出演する。中学生時代、ラジオ番組の熱心なリスナーでほぼ毎週リクエストのはがきを出していた。
中学3年の時に学校行事で2週間ニュージーランドのワイカト地方・マタマタにホームステイしたことが楽しい思い出となり、高校2年の時に再びニュージーランド・ネーピアへ10か月間留学した。
大学生時代、東京ドームでボールガールをしていたことがある。その際テレビでインタビューも受けたことがある。
フジテレビの入社試験（アナウンサー職）を受験し最終面接まで進んだが不合格となった。
幼少期にしていた主な習い事は、学習塾、書道、ピアノ、英会話、新体操。
特技は書道（五段）。趣味は料理、掃除、ドラマ鑑賞、音楽鑑賞、フラメンコ、ヴァイオリン、ハローキティのご当地グッズ収集、ディズニーランド訪問。
好きなスポーツは野球。家族そろって巨人ファンで原辰徳のファンである。千葉出身だけあって千葉ロッテマリーンズのファンでもある。
好きな食べ物は、焼肉、パフェ、アイスクリーム、苺、煎餅等。お酒はあまり強くなく、カクテル中心、カルアミルクが好き。
好きな芸能人は、狩野英孝、好きな漫画は、ONE PIECE、好きなキャラクターはトニートニー・チョッパー。
ノースリーブが好きで冬でも着ている。ブランドはJILL STUARTが好き。
中学生の時に、顎関節症になったが治療後、回復。最近では固い食べ物を好むようになる。顎関節症の治療の為、高校生の時に歯の矯正治療をしている。2009年暮れに声の不調が現れたことから、耳鼻咽喉科で検査を受けたところ、声帯ポリープが発見されたため、2010年1月7日にポリープの切除手術を受けた。2021年5〜7月の間、突発性難聴と診断され療養していた。2024年7月、左足を骨折した。
ロングコートチワワを飼っている。名前は「姫（ひめ）」。

## テレビ
太字は出演中

### 報道・情報番組
- めざましテレビ
  - （フジテレビ系、2005年4月1日 - 2009年3月27日） - お天気キャスター
  - （2009年3月30日 - 2012年3月） - 情報キャスター（月曜日 - 水曜日を担当）
- めざましどようび（フジテレビ系、2011年4月2日 - 2014年3月29日） - 3代目総合司会
  - レギュラー入り以前にも出演（2006年7月15日、2009年9月26日）
- めざましテレビ アクア（フジテレビ系、2014年3月31日 - 2015年3月25日） - 月・火・水曜日メインキャスター
- ゴゴスマ -GO GO!Smile!-（CBCテレビ、2017年2月28日 - ）※隔週→毎週の月曜日アシスタントMC
- 極上空間（BS朝日、2016年5月28日 - 2017年12月30日）※所属事務所の同僚小林麻耶の代理（→後任）でナレーションを担当
- 週刊報道 Bizストリート（BS-TBS、2015年4月4日 - 2017年3月25日）

### バラエティ・教育
- 偉大なる未来図鑑（フジテレビ、2007年12月29日・2008年3月26日） - 秘書（アシスタント）
- ホンネの殿堂!!紳助にはわかるまいっ（フジテレビ系、2009年4月3日（単発番組として）・同年5月1日 - 2010年9月24日 ） - 進行・アシスタント
- 奇跡体験!アンビリバボー（フジテレビ系、2012年4月 - 9月）
- 双方向クイズ 天下統一（NHK、2013年2月11日 - 2014年3月8日） [25]
- 趣味Do楽「歩く旅をしよう〜気ままにロングウォーク〜」（NHK Eテレ、2013年10月・11月期）
- FOOT×BRAIN（テレビ東京、2015年1月10日 - 2018年7月28日[26]）
- NHK高校講座 芸術「書道I」 (NHK-Eテレ、2015年4月2日 - ）
- チェンジ・ザ・ワールド-未来を築く志-（テレビ東京 、2018年10月7日 - 2020年3月29日）ナレーター
- チェンジ・ザ・ワールド -SDGsファイル 未来を変える志-（テレビ東京、2020年4月1日 - 2022年3月30日）ナレーター
- ミライの歩き方 （テレビ東京系、2023年4月5日 - ） - MC
- 東大王 （TBSテレビ）不定期出演

### スポーツ
- BSイレブン競馬中継（BS11、2020年1月11日 - ）司会
- うまナビ!イレブン（BS11、2020年1月11日 - ）司会

### テレビドラマ
- 電車男 第4話・5話（フジテレビ系、2005年7月28日・8月4日） - 葉山薫 役（ネットの住人）
- スペシャルドラマ版 ちびまる子ちゃん（フジテレビ系、2006年4月18日） - 大人のたまちゃん 役
- 花嫁とパパ 第10話（フジテレビ系、2007年6月12日） - 三浦誠二のお見合い相手 役（振り袖姿の女性）
- 一瞬の風になれ（フジテレビ系、2008年2月25日 - 28日） - お天気キャスター 役
- ハンサム★スーツ THE TV（フジテレビ系、2009年3月31日） - 本人 役（イベント司会）
- 全開ガール（フジテレビ系、2011年7月11日 - 9月19日） - 花村うらら 役[27]
- ドラマ・永沢君（TBSテレビ、2013年4月1日 - 9月30日） - 城ヶ崎姫子 役[28]

## 映画
- えいがでとーじょー! たまごっち ドキドキ! うちゅーのまいごっち!?（2007年12月15日公開） - レポっち 役（声の出演）
- 劇場版 ゲゲゲの鬼太郎 日本爆裂!!（2008年12月20日公開） - 本人 役（声の出演）
- ONE PIECE FILM STRONG WORLD（2009年12月12日公開） - エバー 役（声の出演、酒場のウェイトレス）
- 踊る大捜査線 THE MOVIE3 ヤツらを解放せよ!（2010年7月3日公開） - リポーター 役

## ラジオ
太字は出演中
- Blue Ocean（TOKYO FM、2009年12月16日）
- DHC COUNT DOWN JAPAN（TOKYO FM、2010年2月6日 - 27日） - パーソナリティ
- 皆藤愛子 あいラジ（ニッポン放送、2010年10月10日 - 2012年9月30日） - パーソナリティ
- ゴールデンボンバー鬼龍院翔のオールナイトニッポン（ニッポン放送、2011年2月23日）
- サンデースペシャル 東京ディズニーシー presents SPRING DREAM（TOKYO FM、2012年4月1日） - パーソナリティ
- サンデースペシャル千葉県presents〜夏の房総、キミを待ってる!〜（TOKYO FM、2012年7月15日） - パーソナリティ
- RADIO THE NEW STANDARD（J-WAVE、2013年3月20日） - パーソナリティ
- フューチャーカレッジ〜ラジオの中の学校〜（エフエム大阪、2013年7月6日 - 2014年4月26日） - パーソナリティ
- 岡田惠和 今宵、ロックバーで 〜ドラマな人々の音楽談議〜（NHK-FM放送、2013年8月24日）
- TOKYO FMサンデースペシャル エコライフ・フェア2014（TOKYO FM、2014年6月8日）
- 不二家カントリーマアムpresents COOL SUMMER COOL MUSIC（TOKYO FM、2014年7月21日） - パーソナリティ
- 熱烈プレゼン!投票ラジオ（NHKラジオ第1放送、2015年2月11日） - MC
- YKK AP presents 皆藤愛子の窓café 〜窓辺でcafé time〜（TOKYO FM、2018年4月1日 - ）[注 2]
- 皆藤愛子の就活エール！（文化放送レコメン内）2024年12月3日-

## インターネット
- 花キューピット×セント・フォースのコラボ企画「おはなじかん」（インターネット花キューピットYouTube、2021年1月5日 - ）
- HOLIDAYS!ライブ （JRA 公式YouTubeチャンネル　HOT&HOLIDAYS!オンライン配信、2021年4月18日14:30〜） - MC
- BS11競馬中継 Umajo会 （BS11 YouTube、2022年4月8日21:00〜）
- フォルクスワーゲン ブランド アンバサダームービー 「ミライの最前線」（Volkswagen Japan YouTube、2023年2月9日）

## 広告

### テレビコマーシャル
- ANA 国内線割引運賃 「旅割」（2008年 - ） 
  - 『予報編』（2008年2月16日） - 石原良純、八田亜矢子と共演
- ロッテ 「キシリトールガム」（2008年 - ） 
  - 『天気予報編』（2008年10月13日） - 仲間由紀恵と共演
- 花王 「エッセンシャル」（2008年 - ）
  - 『愛ちゃん・パーティ編』（2008年11月6日） - 山崎静代、中川翔子、岩崎千明と共演
  - 『愛ちゃん・足湯トーク編』（2009年1月23日） - 山崎静代、中川翔子、岩崎千明と共演
  - 『愛ちゃん・夏髪トーク編』（2009年5月21日） - 山崎静代、中川翔子、スザンヌ、椿姫彩菜と共演
  - 『スザンヌ&愛ちゃん・夏髪編』（2009年5月21日） - 山崎静代、中川翔子、スザンヌ、椿姫彩菜と共演
- ニッポンレンタカー（2009年 - 2014年）
  - 『ニッポンレンタカーにしましょう編』（2009年4月4日） -
  - 『元気よしっ編』（2009年4月4日） -
  - 『レンタカーでエコライフ編』（2010年2月27日） -
  - 『あなたのレンタカー編』（2011年5月14日） -
  - 『くらしに合わせたカーライフ編』（2011年5月14日） -
  - 『ニッポンレンタカーでGO！編』（2012年4月28日） -
  - 『五変化編』（2013年4月13日） -（2014年3月）
- アサヒビール 「麦搾り」（2009年 - ） 
  - 『スキになっちゃうよ編』（2009年9月15日） - 木梨憲武と共演
  - 『箱買い編』（2009年10月10日） - 木梨憲武と共演
  - 『商店街打ち上げ編』（2010年1月2日） - 木梨憲武と共演
  - 『みんなの麦搾り編』（2010年4月23日） - 木梨憲武と共演
- ドコモ動画 「係長 青島俊作」 Episode 0篇（2010年6月18日 - ） - リポーター 役
- NEXCO東日本 [マンモシ博士の冬の高速道路講座]（2010 - ）
  - 『早めのち安心編』（2010年11月） -
  - 『備えのち安心編』（2010年11月） -
- 弥生（2010年12月3日 - ）11シリーズから起用
- ハウス食品「ウコンの力」（2011年 - ） 
  - 『忘年会にウコンの力編』（2011年12月1日） - 藤木直人と共演、テレビCM好感度ランキング1位に[29]
  - 『今日は顆粒編』（2011年12月5日） - 藤木直人と共演
  - 『飲むぞ編』（2012年3月1日） - 藤木直人と共演
  - 『のんでGOGO のんでGO編』（2012年3月13日） - 藤木直人と共演
- イーネット （2012年 - ）
  - 『サラリーマン編』（2012年3月10日） -
  - 『主婦編』（2012年3月10日） -
- 洋服の青山「ANCHOR WOMAN」ブランド（2014年 - ） 
  - 『本番前編』（2014年4月1日） - 谷中麻里衣、松本あゆ美と共演
- アサヒ飲料「アサヒ おいしい水 富士山（2014年 - ）
  - 『雲雨山水編』（2014年5月6日） -

### ポスター等
- 快適通勤推進協議会 「快適通勤オフピークキャンペーン」（2007年11月）
- ストーリア（結婚披露宴を企画・運営するフジテレビの子会社）（2008年8月 - ）
- 日本損害保険協会 「自動車自賠責保険加入促進」（2009年3月1日 - 31日）
- 全日本交通安全協会 「秋の全国交通安全運動」（2009年9月21日 - 30日）
- コニカミノルタ 「プラネタリウム "満天"」（2011年7月6日 - ）
- 総務省統計局「平成28年経済センサス‐活動調査」（2015年12月7日 - 2016年6月）

## 書籍

### 雑誌
- GOETHE 2012年06月号 表紙&インタビュー（幻冬舎、2012年4月24日)
- 週刊文春 グラビア特別編集 原色美人キャスター大図鑑2022 (文藝春秋、2022年1月19日)
- 週刊文春 グラビア特別編集 原色美人キャスター大図鑑2024 (文藝春秋、2024年2月6日)

### 写真集
- あいこ日和（小学館、2007年11月22日） ISBN 4093637148 撮影：西田幸樹
- あいこ便り（小学館、2010年6月17日） ISBN 4093637261 撮影：齋藤清貴[30]
- セント・フォース × スピリッツ 35周年メモリアルムック（小学舘、2015年10月17日）発売記念イベントは2015年11月15日[31]

### カレンダー
- 皆藤愛子2009年カレンダー（トライエックス、2008年10月20日）ASIN B001DYQK1U
- 皆藤愛子2010年カレンダー（トライエックス、2009年10月28日） ASIN B002M34A5Y
- 皆藤愛子2011年カレンダー（トライエックス、2010年10月20日） ASIN B003YJFGI0
- 皆藤愛子2012年カレンダー（トライエックス、2011年10月19日） ASIN B005GT78Z0
- 皆藤愛子2013年カレンダー（トライエックス、2012年10月17日） ASIN B008U3QD0A
- 皆藤愛子2014年カレンダー（トライエックス、2013年10月16日） ASIN B00E0BKG8Q
- 皆藤愛子2015年カレンダー（トライエックス、2014年10月15日） ASIN B00MEF7WCI
- 皆藤愛子2016年カレンダー（トライエックス、2015年10月）
- 皆藤愛子2017年カレンダー（トライエックス、2016年10月）
- 皆藤愛子2018年カレンダー（トライエックス 、2017年10月）
- 皆藤愛子2019年カレンダー（トライエックス 、2018年10月）
- 皆藤愛子2020年カレンダー（トライエックス 、2019年10月）
- 皆藤愛子2021年カレンダー（トライエックス 、2020年10月）
- 皆藤愛子2022年カレンダー（トライエックス、2021年10月）
- 皆藤愛子2023年カレンダー（トライエックス、2022年11月）
- 皆藤愛子2024年カレンダー（トライエックス、2023年11月）
- 皆藤愛子2025年カレンダー（トライエックス、2024年11月）
- ビューティアナウィークリーカレンダー2010（DVD付）（小学館、2009年11月2日）ISBN 978-4091057525

皆藤をはじめ、小林麻央、長野美郷、杉崎美香、高樹千佳子、高見侑里、中田有紀、八田亜矢子、松本あゆ美のラインナップ。
- セント・フォースカレンダー2012（小学館、2011年12月12日） ISBN 978-4091057563

皆藤をはじめ、杉崎美香、潮田玲子、長野美郷、山岸舞彩、高見侑里、谷中麻里衣のラインナップ。
- セント・フォース 卓上カレンダー 2018（小学館、2017年12月）
- セント・フォース オフィシャルカレンダー2019（小学館、2018年12月）
- セント・フォース オフィシャルカレンダー2021（スポーツウェアー編・テニス）（小学館、2020年12月19日）
- セント・フォース スクールカレンダー 2023（小学舘、2023年3月30日）

## CD・DVD・PV

### CD
- Try Little Love 〜チギレグモノ、ソラノシタ〜（commmons、2010年2月3日） - 朗読劇
- めざましテレビ ガクナビ -青盤-（ソニー・ミュージックダイレクト、2010年3月3日）
- めざましテレビ ガクナビ -春盤-（ポニーキャニオン、2010年3月3日）

### DVD
- めざまし体操第2（ソニー・ミュージックアソシエイテッドレコーズ、2006年5月10日）
- めざまし体操第3（ソニー・ミュージックアソシエイテッドレコーズ、2007年5月9日）
- Cent. Force Presents 「SEASONS」 Vol.3 - 4（ポニーキャニオン、2008年12月17日）

### MV
- Hilcrhyme「純也と真菜実」（ユニバーサルJ、2009年7月15日） - 新婦の真菜実 役、CDジャケットにも起用

## ゲーム・アプリ

### ゲーム
- PSP用ソフト「J.LEAGUE プロサッカークラブをつくろう!6 Pride of J」（セガ、2009年11月12日） - クラブ代表の秘書役

### アプリ
- ジョージア 「話せる自販機 GEORGIA」（2013年10月）

## チャリティー活動
- セント・フォース チャリティーイベント
  - 『東北に、日本に、元気を咲かせよう。Vol.1』表参道ヒルズのエントランス前で開催（2011年4月15日）
  - 『東北に、日本に、元気を咲かせよう。Vol.2』（2013年10月6日）
- セント・フォース エールオークション（ヤフオク!）（2020年4月15日 - 6月15日）
- セント・フォース クリスマスチャリティイベント（2021年12月10日 - 19日）
- ジャパンハート×セント・フォース クリスマスチャリティイベント (2023年12月8日〜12月17日)

## その他
- ダイヤモンドジュエリーコレクション in Tokyo（2007年11月8日）- 小林麻央とモデルとして出演
- Cent. Force Presents 「SEASONS（2008年9月6日 - 7日、青山円形劇場） - セント・フォースの女性キャスターによる朗読劇に出演
- 第3回ブライダルジュエリープリンセス受賞（2009年1月23日）
- 第8回東京ガールズコレクション（2009年3月7日）- ゲスト出演
- ユニクロ「UT NIGHT」（2009年4月10日）- ゲスト出演
- 始球式（2009年4月28日、MAZDA Zoom-Zoom スタジアム広島）- 広島対巨人戦
- 『インフルバスターズ』（2009年12月9日着うた、2010年1月13日着ムービー配信） - 軽部真一、生野陽子と歌うインフルエンザ予防ソング
- 東京・銀座に所在する『銀座めざマルシェ』（2010年1月22日 - ）の3階「北海道 / 東北エリア」のフロア担当を任されている。
- 第1回インスタントコーヒー大使（2012年11月26日 - ）
- 皆藤愛子 3Dプリント・フィギュア （2015年）
- セントフォース×ベビースターラーメン「恋（濃い）するチキン味（てりやき風味）」コレクションシール（おやつカンパニー、2016年8月）[32]
- 一日消防署長
  - 東京消防庁京橋消防署（2018年3月4日）[33]
  - 東京消防庁渋谷消防署（2019年3月2日）[34]
- 一日警察署長
  - 栃木県真岡警察署 （2018年9月22日）[35]
  - 千葉県佐倉警察署（2018年9月23日）[36]
  - 警視庁大崎警察署（2022年10月6日）[37]
  - 神奈川県青葉警察署（2023年5月3日）[38]
  - 警視庁大崎警察署（2023年9月21日）
  - 千葉県四街道警察署（2024年4月14日）[39]
  - 神奈川県多摩警察署（2024年12月11日）[40]
- ポケットマルシェ×セント・フォース 「ふるさとの味」を紹介（2020年9月22日 - 10月12日）
- サンケイスポーツ競馬予想 有馬記念（産業経済新聞社、2021年12月26日）[41]
- WEBザテレビジョン「Museの素顔」（KADOKAWA、2022年2月28日）
- 日経XTREND special キリンビール ウィスキー「陸」（日経BP、2022年4月 - ） - 商品紹介
- フォルクスワーゲンID.4（2022年11月22日 - ）[42]- アンバサダー[43]（ポップアップスペースの東京ミッドタウンアトリウム「ID.SQUARE」でトークイベント、12月18日 14:00 - 、16:00 - ）[44]
- 『ゲッターズ飯田の365日の運気が上がる話』のナレーション、誕生日月の1月を担当 （Amazon Audible、2024年12月27日）